# Sportowy Express
Sportowy Express – sportowy program informacyjny TVP1 emitowany w latach 2002-2006, prowadzili go m.in. Maciej Kurzajewski, Bartosz Heller i Paulina Chylewska.
Program był poświęcony informacjom sportowym i wydarzeniom sportowym w minionym i tym dniu, Był emitowany o 17:20 po Teleexpresie, potem o 16:50 przed Teleexpressem i trwał 10 minut, program był emitowany do czerwca 2006 roku.

## Powstanie
Podczas Mundialu w 2002 roku po Teleexpressie (od którego pochodzi nazwa audycji) emitowany był program "Piłkarski Express", w którym pojawiały się informacje z Mistrzostw Świata. Po zakończeniu mistrzostw zmieniono nazwę na "Sportowy Express", a program stał się ogólnym serwisem sportowym.